# Nombres coprimers
Dos nombres enters són coprimers si el seu màxim comú divisor és 1 ({\displaystyle \mathrm {m.c.d.} (a,b)=1}), és a dir, que els únics divisors comuns que tenen són 1 i -1. Per exemple 15 i 8 són coprimers. També es diu que aquests nombres són primers entre si. Cal doncs adonar-se que qualsevol nombre natural és coprimer amb qualsevol nombre primer, sempre que aquest nombre natural no sigui un múltiple d'aquest nombre primer.
Dos nombres coprimers no tenen cap factor primer en comú.
La probabilitat que dos nombres triats aleatòriament siguin coprimers és de {\displaystyle {\frac {6}{\pi ^{2}}}}.